# Jevgeni Baratinski

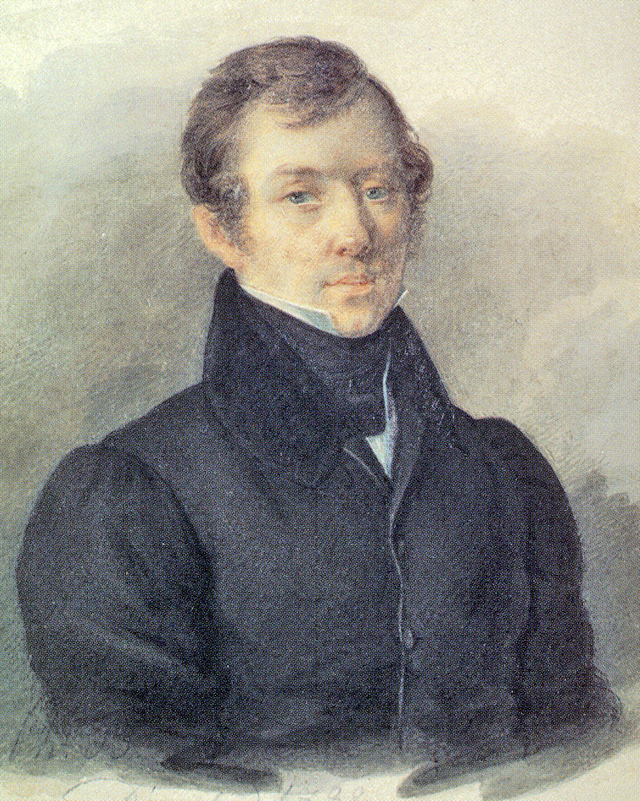
Jevgeni Baratinski

 Jevgeni Abramovitsj Baratinski (Russisch: Евгений Абрамович Баратынский) (oblast Tambov, 2 maart 1800 – Napels, 11 juli 1844) was een Russisch schrijver en dichter.

## Leven
Baratinski werd geboren als zoon van een luitenant-generaal en bracht zijn jeugd door op het landgoed van zijn ouders. In 1812 werd hij toegelaten tot het pagekorps, maar in 1816 werd hij wegens wangedrag weggestuurd. Na diverse pogingen tot eerherstel vestigde hij zich in 1819 in Sint-Petersburg, waar hij verzeild raakte in literaire kringen en bevriend raakte met Anton Delvig en Vasili Zjoekovski. In die tijd begon hij ook gedichten te publiceren. In 1820 werd Baratinski alsnog bevorderd tot onderofficier en deed hij lange tijd dienst in het grootvorstendom Finland, toen nog Russisch grondgebied. Uiteindelijk kreeg hij met behulp van vrienden zelfs de officiersrang, maar in 1826 nam hij ontslag en vestigde zich in Moskou. Vanaf die tijd wijdde hij zich volledig aan de literatuur.
In 1843 begon Baratinski aan een grote buitenlandse reis, op zoek naar een milder klimaat, vanwege zijn zwakke gezondheid. Een jaar later stierf hij in Napels. Zijn lichaam werd overgebracht naar Rusland en hij werd begraven op de Tichvin-begraafplaats in Sint-Petersburg.

## Werk
Het werk van Baratinski uit de jaren 1820-1825, met name de elegieën Finlandia, Waterval en Storm, is sterk geïnspireerd door het Finse landschap. Dat geldt ook voor zijn verhalend gedicht Eda {1825), over een ontmoeting van het Finse meisje Eda met een Russisch officier: het klassieke thema van de romantische held, maar anders dan bijvoorbeeld bij Poesjkin niet in een sprookjesachtige sfeer maar in de reële omgeving van het ruwe Noordse landschap.
Baratinski’s latere verhalende gedichten Het bal (1827, in één deel uitgegeven met Poesjkins Graaf Noelin) en De Bijzit (1831) werden door de kritiek met gemengde gevoelens ontvangen: men vond het zowel té romantisch (Baratinski is inderdaad een vaak hoogdravend dichter) als laag bij de grond: een Moskouse jongeman leeft samen met een zigeunerin, wordt verliefd op een ander, de zigeunerin probeert hem via een toverdrankje terug te winnen maar uiteindelijk sterft hij aan die drank.
In de jaren dertig loopt de populariteit van Baratinski sterk terug. Zijn steeds diepzinniger wordende poëzie, de eenheid tussen mens en natuur benadrukkend, spreekt het publiek minder aan, haalt ook niet het niveau van een Poesjkin, mist met name diens elegantie. Desalniettemin wordt Baratinski tegenwoordig, als lyricus met een originele filosofische inslag, tot een van de begaafdste schrijvers uit zijn tijd gerekend.

## Gedicht

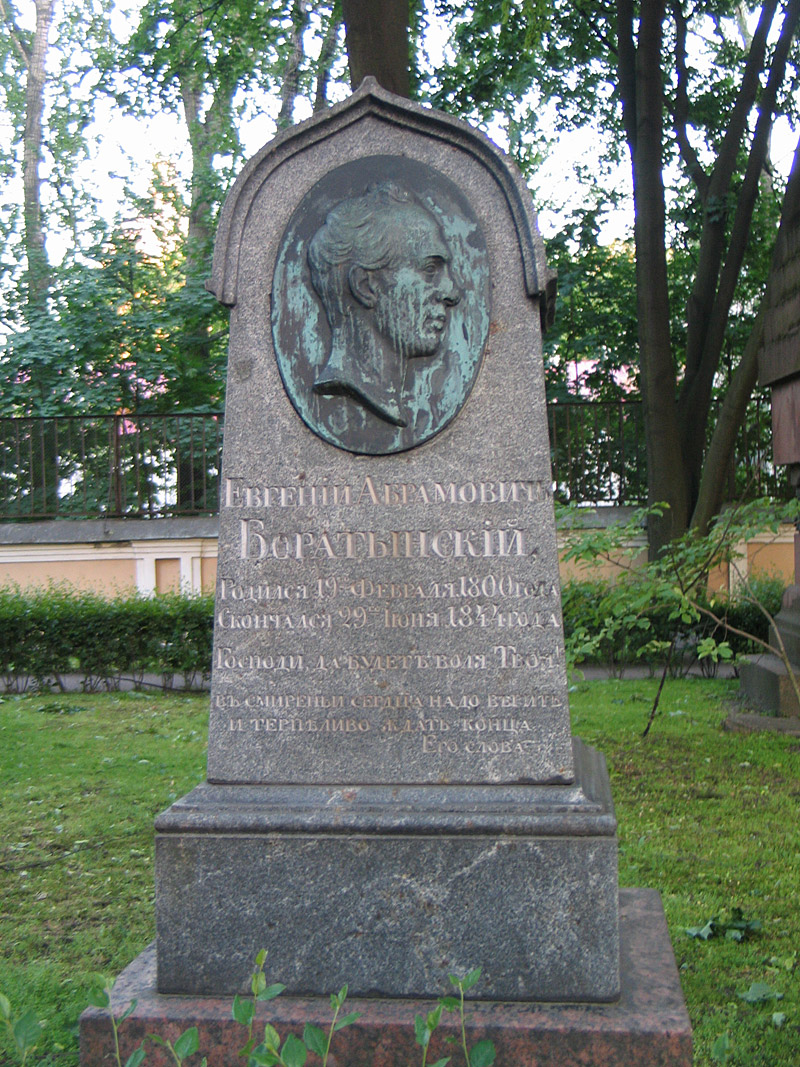
Baratinski's graf op de Tichvin-begraafplaats, Sint-Petersburg

Mijn gave is gering, mijn stem niet luid,

Maar toch, ik leef, en mijn bestaan op aarde

Heeft voor een enkeling voorzeker waarde: 

Een nazaat die ooit op mijn verzen stuit

Zal iets van mij ontwaren; onverwacht

Zijn onze zielen met elkaar verbonden. 

Zoals ik heden vrienden heb gevonden, 

Zo krijg ik lezers in het nageslacht.
(Vertaling Peter Zeeman)